# اولووی
اولووی (به چکی: Oloví) یک منطقهٔ مسکونی در جمهوری چک است که در ناحیه سوکولوو واقع شده‌است.
 اولووی  ۱٬۹۴۰ نفر جمعیت دارد.